# Mokruszyno (obwód kurski)
Mokruszyno (ros. Мокрушино) – wieś (ros. село, trb. sieło) w zachodniej Rosji, w sielsowiecie ilkowskim rejonu biełowskiego w obwodzie kurskim.

## Geografia
Miejscowość położona jest nad rzeką Ilok, 5 km od centrum administracyjnego sielsowietu ilkowskiego Ilok, 10,5 km od centrum administracyjnego rejonu Biełaja, 92 km od Kurska.
W granicach miejscowości znajdują się ulice: Wygon, Klimowa, Lesnaja, Ługowaja, Niz, Polewaja, Trudowaja, Centralnaja, Szyrokaja, Szkolnaja.

## Demografia
W 2010 r. miejscowość zamieszkiwały 554 osoby.